# Otto Brandis
Otto hrabě Brandis (Otto Graf von Brandis) (3. prosince 1848, Innsbruck, Rakousko – 8. srpna 1929, zámek Brandis, Lana, Tyrolsko, dnes Itálie) byl rakousko-uherský diplomat ze staré šlechtické rodiny. V diplomatických službách od roku 1871, později byl rakousko-uherským vyslancem v několika evropských zemích, naposledy v Nizozemí (1905–1907).

## Životopis
Byl potomkem staré šlechtické rodiny z Tyrolska, pocházel z početného potomstva hraběte Ferdinanda Brandise (1819–1904) a jeho manželky Sophie, rozené hraběnky Fünfkirchenové (1829–1904), narodil se jako druhorozený syn. Od roku 1871 působil v diplomatických službách a vystřídal nižší posty na řadě vyslaneckých úřadů (Drážďany, Mnichov, Řím, Stuttgart, Athény, Istanbul, Bern, Bělehrad, Haag). V letech 1891–1895 byl velvyslaneckým radou diplomatického zastoupení u Svatého stolce. Poté byl rakousko-uherským vyslancem v Lisabonu (1895–1902) a ve Stockholmu (1902–1905), kde měl zároveň v kompetenci diplomatické styky s Norským královstvím. Svou diplomatickou dráhu zakončil jako vyslanec v Haagu (1905–1907), poté ještě několik let setrval ve stavu disponibility na ministerstvu zahraničí, penzionován byl v roce 1911.

## Tituly a ocenění
Jako příslušník staré šlechtické rodiny byl v roce 1878 jmenován c. k. komořím a jako vyslanec v Haagu obdržel v roce 1905 titul c. k. tajného rady s nárokem na oslovení Excelence. Během působení v diplomatických službách získal několik vyznamenání v Rakousku-Uhersku i v zahraničí. Po úmrtí staršího bratra Ferdinanda (1847–1917) převzal v Tyrolsku čestnou hodnost dědičného nejvyššího komorníka nad stříbrem, kterou užíval do zániku monarchie v roce 1918.

### Rakousko-Uhersko
- Řád železné koruny III. třídy (1887)
- Jubilejní pamětní medaile (1898)
- velkokříž Řádu Františka Josefa (1903)
- Řád železné koruny I. třídy (1907)

### Zahraničí
- velkokříž Řádu neposkvrněného početí Panny Marie z Vila Viçosa (Portugalsko)
- velkokříž Řádu Kristova (Portugalsko)
- komtur Řádu svatého Řehoře Velikého (Papežský stát)
- komtur Řádu Pia IX. (Papežský stát)
- velkokříž Řádu polární hvězdy (Švédsko)
- komtur Oranžsko-nasavského řádu (Nizozemsko)
- Řád Takova II. třídy (Srbsko)
- Řád württemberské koruny I. třídy (Württembersko)

## Rodina
V roce 1875 se oženil s Marií Athénais hraběnkou von Schönborn-Wiesentheid (1840–1918), která byla později c. k. palácovou dámou a dámou Řádu hvězdového kříže. Měli spolu jediného syna Ferdinanda (1876–1918), který sloužil v armádě a zastával také nižší posty v diplomacii. Ottův švagr baron Karl von Franckenstein (1831–1898) byl též rakousko-uherským diplomatem a vyslancem v několika zemích.